# Sengezo Tshabangu
Sengezo Tshabangu ist ein simbabwischer Politiker und selbsternannter Interims-Generalsekretär der Citizens Coalition for Change (CCC). Im Oktober 2023 ließ er fünfzehn Parlamentarier und siebzehn Stadträte, darunter den Bürgermeister von Masvingo, mit der Begründung abberufen, dass sie im Oktober keine Parteimitglieder mehr seien. Anschließend, am 9. November 2023, berief er weitere neun Ratsmitglieder, darunter den Bürgermeister von Harare Ian Makoni und seinen Stellvertreter, Kudzai Kadzombe, ab.

## Politische Karriere
Tshabangu war Mitglied der langjährigen Oppositionspartei Movement for Democratic Change - Tsvangirai (MDC-T).
Er gehört zu einer Gruppe, die sich 2014 von Tsvangirai abspaltete, um die People's Democratic Party unter der Führung von Tendai Biti zu gründen. Er trat der Partei Movement for Democratic Change-Alliance wieder bei, als die Allianz sich vor den vereinheitlichten Wahlen 2018 gebildet hatte. Tshabangu nahm ebenfalls an den Sitzungen der wichtigsten Gremien der MDC-Alliance teil, die sich am 21. und 22. Januar 2022 in die Citizens Coalition for Change (CCC) umbenannte.

### Citizens Coalition for Change (CCC)
Nach der Gründung der Partei im Jahr 2022 hatte der Gründer und Interimsführer Nelson Chamisa es verweigert, eine Interimsverfassung und konkrete Parteistrukturen auszuarbeiten. Bei der Gründung der CCC-Partei war Chamisa somit der einzige Amtsinhaber. Tshabangu machte sich diesen Mangel an Organisation (fehlende Interimsverfassung und Parteistrukturen) zunutze und behauptete, er sei der Interimsgeneralsekretär der Partei. Es wird vermutet, dass er eine verärgerte Gruppe der alten Generation der MDC-Allianz vertritt, die von Nelson Chamisa ins Abseits gedrängt wurde, insbesondere Tendai Biti und Welshman Ncube, welche Vizepräsidenten in der MDC-Allianz waren. Bislang haben sich diese Vermutungen jedoch nicht bewahrheitet. Auch wird behauptet, Tshabangu vertrete eine zwielichtige Gruppe namens FAZ, die für die regierende ZANU-PF zwielichtige Aufgaben im Zusammenhang mit Wahlen erledigt. Dies ist jedoch ebenfalls Gegenstand von Spekulationen. Am 3. Oktober 2022 schrieb Tshabangu Briefe an den Parlamentspräsidenten, den Senatspräsidenten und den Minister für Kommunalverwaltung, in denen er die Abgeordneten, Senatoren und Ratsmitglieder, die aufgrund ihrer Zugehörigkeit zur CCC gewählt worden waren, abberief. Er legte dem Parlament und der ZEC sein eigenes Mandat und seine vorläufige Satzung vor, was im Wesentlichen dazu führte, dass er nun der rechtmäßige Vorsitzende der Partei war.
Die Briefe wurden akzeptiert und die Abgeordneten, Senatoren und Ratsmitglieder wurden abberufen. Die abberufenen Abgeordneten, Senatoren und Ratsmitglieder wandten sich an das Oberste Gericht von Simbabwe und behaupteten, Tshabangu sei kein Mitglied der CCC-Partei und schon gar nicht ihr Generalsekretär. Sie konnten jedoch keinen Beweis dafür erbringen, dass Tshabangu dies nicht war, da die Partei keine Satzung, keine Mitgliederliste und nicht einmal Sitzungsprotokolle hat. Im Grunde hat Sengezo Tshabangu also nach dem Urteil des Obersten Gerichtshofs die Kontrolle über die CCC-Partei übernommen. Die abberufenen Abgeordneten, Senatoren und Ratsmitglieder wandten sich an den Obersten Gerichtshof von Simbabwe, aber ihr Fall wurde abgewiesen, da sie weiterhin keine Beweise dafür haben, dass Sengezo Tshabangu nicht der Generalsekretär der CCC-Partei ist. Gleichzeitig hat sich die CCC-Partei an das Oberste Gericht gewandt, um Tshabangu die Verwendung des Parteinamens und der Parteisymbole sowie die Behauptung, er sei der Generalsekretär, zu verbieten, doch auch ihr Fall wurde abgewiesen. Stattdessen hat Sengezo Tshabangu eine Interimsverfassung der Partei vorgelegt, was bedeutet, dass er jetzt der rechtmäßige Parteivorsitzende ist.
Tshabangu hat fünfzehn Parlamentarier und sechsundzwanzig Ratsmitglieder am 9. November 2023 abberufen. Weiterhin berief er 52 weitere Ratsmitglieder aus 15 lokalen Behörden ab. Im November 2023 erklärte eine Frau namens Mavis Tshabangu Chilenji, eine ehemalige Sekretärin im Büro des aktuellen Präsidenten Emmerson Mnangagwa, Sengezo Tshabangu sei ihr gemeinsamer Sohn mit dem Präsidenten. Weder der Präsident noch Tshabangu selbst äußerten sich zu dieser Behauptung.